# Bruno Vailati
Bruno Vailati (Alessandria d'Egitto, 2 settembre 1919 – Roma, 26 febbraio 1990) è stato un partigiano, regista e produttore cinematografico italiano, da partigiano noto col nome di battaglia di Italo Morandi.

## Biografia

### Da partigiano
Figlio di padre italiano e madre egiziana, laureato in legge e scienze sociali, si trova a Roma l'8 settembre del 1943 dove, ventiquattrenne, si unisce alla Resistenza aiutando a distribuire armi alla popolazione. 
Attorno al 18 settembre si trasferisce in Romagna dove, in contatto con il socialista Torquato Nanni (promotore della Resistenza sugli Appennini forlivesi), si occupa, nell'ottobre del 1944, dell'organizzazione della fuga di alcuni dei generali britannici rifugiatisi alla Seghettina: in particolare dei generali Neame e O'Connor. 
Sul posto, rimangono alcuni altri generali britannici (Combe e Todhunter) con l'intento di fornire un contributo alla costituzione dei nascenti gruppi partigiani nella zona e aiutare eventuali prigionieri britannici di passaggio (i due generali da ultimo citati resteranno in contatto con il comandante della Brigata romagnola Riccardo Fedel (Libero) sino alla fine di febbraio del '44, per poi passare a loro volta la linea del fronte) 
Superate le linee tedesche, i generali britannici, guidati da Vailati, arrivano in Italia meridionale, in territorio controllato dagli Alleati. Qui, Vailati viene addestrato alla guerriglia dai reparti dell'OSS e viene quindi paracadutato in Romagna,  nella zona operativa dell'8ª Brigata Garibaldi all'epoca in via di ricostituzione, nel giugno del 1944.
Col nome di battaglia di Italo Morandi assume – di fatto - il ruolo di consigliere militare del comandante della formazione Pietro Mauri e si occupa, sino ai primi di settembre del 1944, dell'addestramento dei partigiani alla guerriglia, in particolare istruendo alcune squadre all'uso degli esplosivi e al sabotaggio. Nominato Capo di Stato Maggiore della Brigata alla fine di settembre del 1944, svolge il compito di ufficiale di collegamento con gli Alleati fino alla liberazione di Forlì e allo scioglimento della Brigata avvenuta il 30 novembre del 1944.

### Da regista e naturalista
Nel dopoguerra diventa un noto regista e documentarista. Tra i titoli più conosciuti del periodo: La battaglia di Maratona 1959 e Il ladro di Bagdad del 1961.
Inoltre si dedica e si specializza prevalentemente al tema del mare e del mondo marino. Nel 1952 organizza e dirige la Spedizione Subacquea Nazionale nel Mar Rosso, da cui viene ricavato il lungometraggio Sesto continente di Folco Quilici, il primo a colori nella storia della cinematografia subacquea italiana. Seguono molti altri film e documentari, la sua produzione più significativa è degli anni '60 e '70.:
Nel luglio del 1968 organizza e dirige, insieme a Stefano Carletti, Mimì Dies, Arnaldo Mattei e All Giddings noto ed esperto subacqueo americano, la prima spedizione italiana sul relitto della nave Andrea Doria, realizzando il documentario dal titolo Andrea Doria -74 (premio David di Donatello 1970) con musiche di Riz Ortolani. Sul relitto venne apposta una targa di bronzo con la scritta: "Siamo venuti fin qui per lavorare perché l'impossibile diventi possibile e l'Andrea Doria ritorni alla luce".
Seguono altri lavori tra i quali ricordiamo i lungometraggi Uomini e squali del 1976, campione d'incassi nelle sale, Cari mostri del mare del 1977, nominato per il Nastro d'Argento e Pericolo negli abissi del 1978. Realizza inoltre le serie televisive L'enciclopedia del mare (1964), Sette mari (1967), Uomini del mare (1972), Segreti del Mare (1973) e Alla scoperta del mare (1975).
Vari musicisti si sono avvicendati per le colonne sonore delle opere di Vailati, tra cui Ugo Calise, Carlo Savina, Stefano Liberati e Daniele Patucchi.
Negli ultimi anni ha prodotto la serie televisiva Il mio mare, comprendente riprese da lui realizzate in tutti i mari del mondo oltre ai film lungometraggi sopra indicati.
Negli anni '80 è stato attivo anche come ambientalista, facendosi promotore di numerose iniziative, specie nella zona di Campaegli, sui Monti Simbruini, dove sostò a lungo per spedizioni scientifiche naturalistiche e faunistiche.
Muore a causa di un tumore il 26 febbraio 1990. Riposa nel cimitero di Cervara di Roma.
Vailati viene oggi considerato, insieme ad altri illustri personaggi quali Jacques-Yves Cousteau, Raimondo Bucher e Folco Quilici uno dei principali esperti e divulgatori in tema di mare della sua epoca.

## Filmografia

### Regista
- La battaglia di Maratona, co-regia di Jacques Tourneur (1959)
- Il ladro di Bagdad (1961)
- Finché dura la tempesta (1963)
- Andrea Doria -74 (1970)
- Uomini e squali (1976)
- Cari mostri del mare (1977)
- Pericolo negli abissi (1978)

### Sceneggiatore
- Lo svitato, regia di Carlo Lizzani (1956)
- L'arciere delle mille e una notte, regia di Antonio Margheriti (1962)

## Riconoscimenti
- David di Donatello
  - 1970 – David speciale alla regia per Andrea Doria -74

- Congresso di Tecnica Cinematografica
  - 1970 – Premio della giuria

## Omaggi
- Il comune di Cervara di Roma, nel cui territorio, a Campaegli, Vailati è vissuto, gli ha intitolato un premio culturale che viene assegnato ogni anno dal 2003.
- Nella zona di Campaegli, sui Monti Simbruini gli è stata intitolata una pista naturalistica.[7]